# Willa „Pod Bogarodzicą” w Szczawnicy
Willa „Pod Bogarodzicą” w Szczawnicy (zwana też Stare Łazienki lub restauracja „Zdrojowa”) – zabytkowy pensjonat w Szczawnicy, przy placu Dietla – najbardziej na północ wysunięty budynek zachodniej pierzei placu.

## Historia
Willa została wybudowana w 1853 roku jako pensjonat będący własnością Józefa Szalaya. Znajdowało się w niej 5 mieszkań: 1 3-pokojowe, 3 2-pokojowe i 1 pojedynczy pokój. Poniżej znajdowały się magazyny na wodę zdrojową we flaszkach przeznaczoną na sprzedaż. Przed budynkiem znajdował się postój dla wózków koszowych, z których korzystali kuracjusze wracający do swoich pensjonatów po zażyciu kuracji pitnej lub kąpielowej.
W 1890 roku część I piętra budynku została zaadaptowana na Zakład Inhalacyjny, prowadzony przez dra Michała Janochę z Rzeszowa. Placówka mieściła: wziewalnię powietrza nasyconego wyziewami balsamicznymi z igieł świerkowych, wdychanie wody zgęszczonej miejscowej oraz leków rozpylanych za pomocą właściwych przyrządów w osobnych 12 gabinetach.
W 1922 roku Adam Stadnicki (który był właścicielem budynku jako części zakupionego 1 lipca 1909 roku tzw. Górnego Zakładu) zlecił wybudowanie w podziemiach willi elektrowni parowej, zasilającej w prąd budynki przy placu Dietla oraz Dworzec Gościnny, a sam plac Dietla rozświetliły latarnie. Na wyższych piętrach uruchomiono Zakład Hydropatyczny. Od końca lat 20. XX wieku dom nazywany był „Łazienkami” ze względu na to, że urządzono w nim łazienki, w których oferowano kuracjuszom kąpiele mineralne ze źródła „Jan” wzbogacane dodatkami soli i wyciągami z igliwia. Zmieniono oficjalną nazwę na Zakład Zdrojowo-Kąpielowy. W okresie od 1936 roku do 1952 roku mieszkał w willi Artur Werner, kierownik zakładu i jednocześnie zasłużony organizator życia sportowego w Szczawnicy. W czasie okupacji niemieckiej działał w konspiracji pod ps. Strzelba, będąc lekarzem IV batalionu 1. Pułku Strzelców Podhalańskich AK.

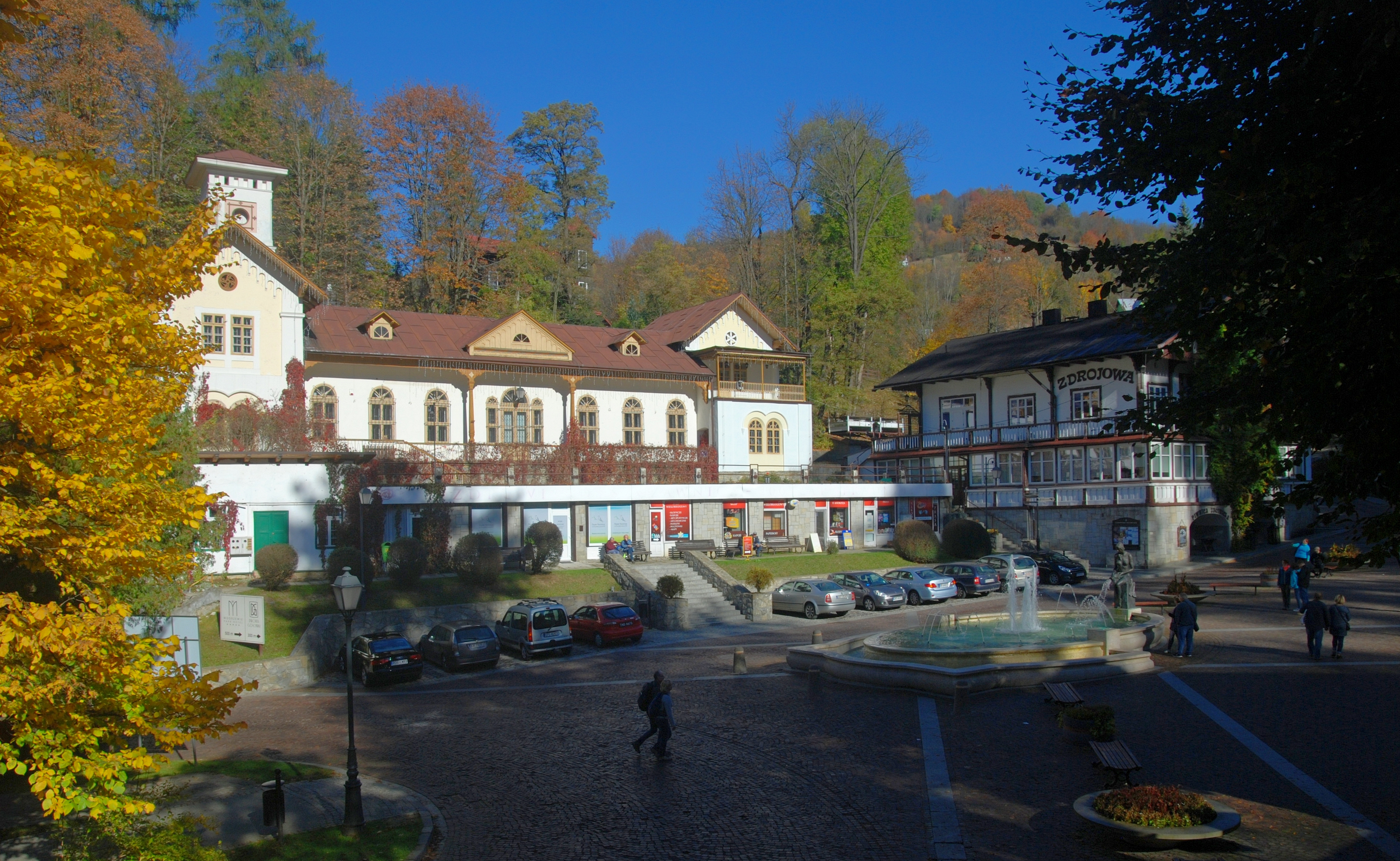
Widok z placu Dietla
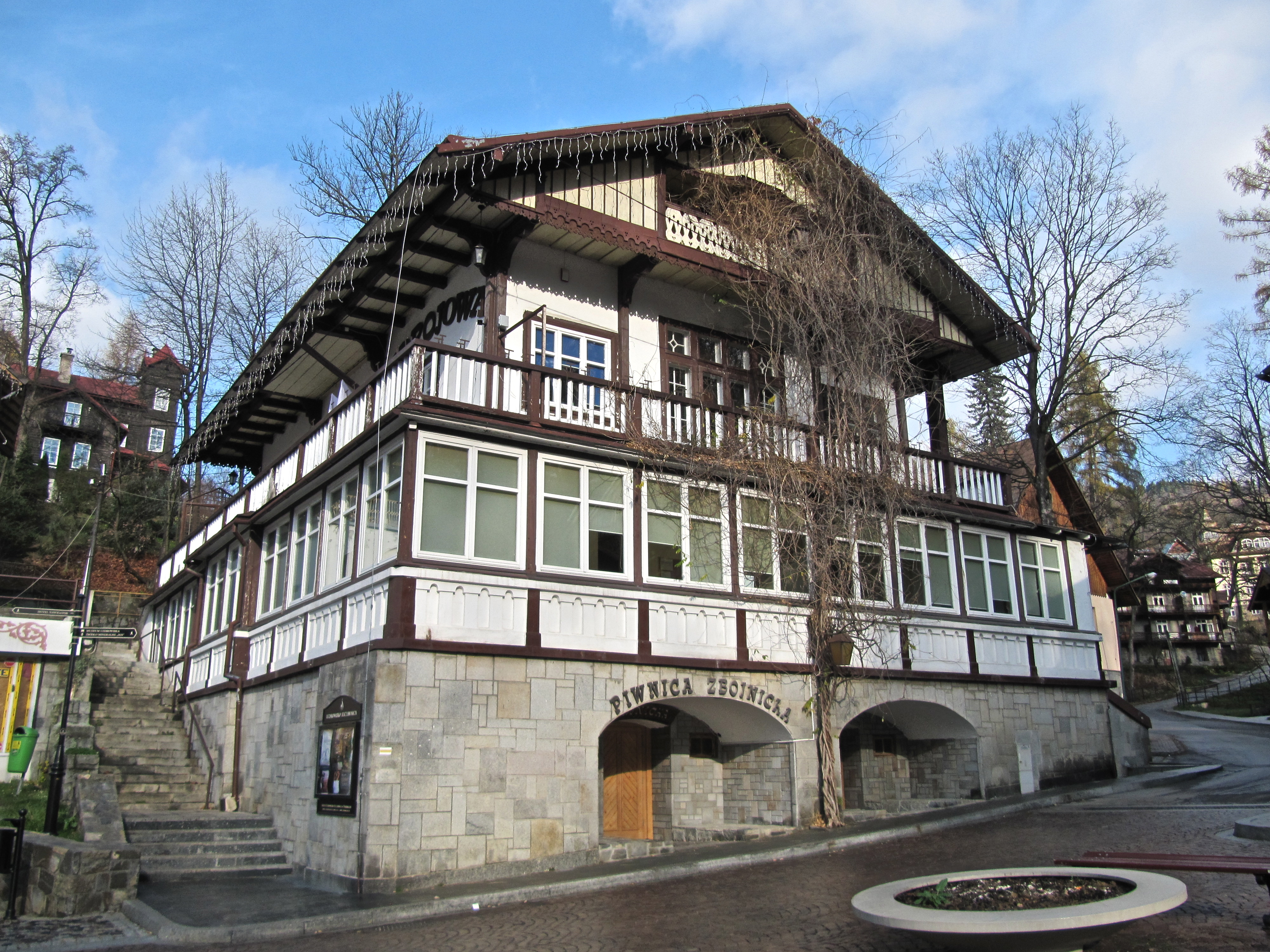
Elewacja wschodnia
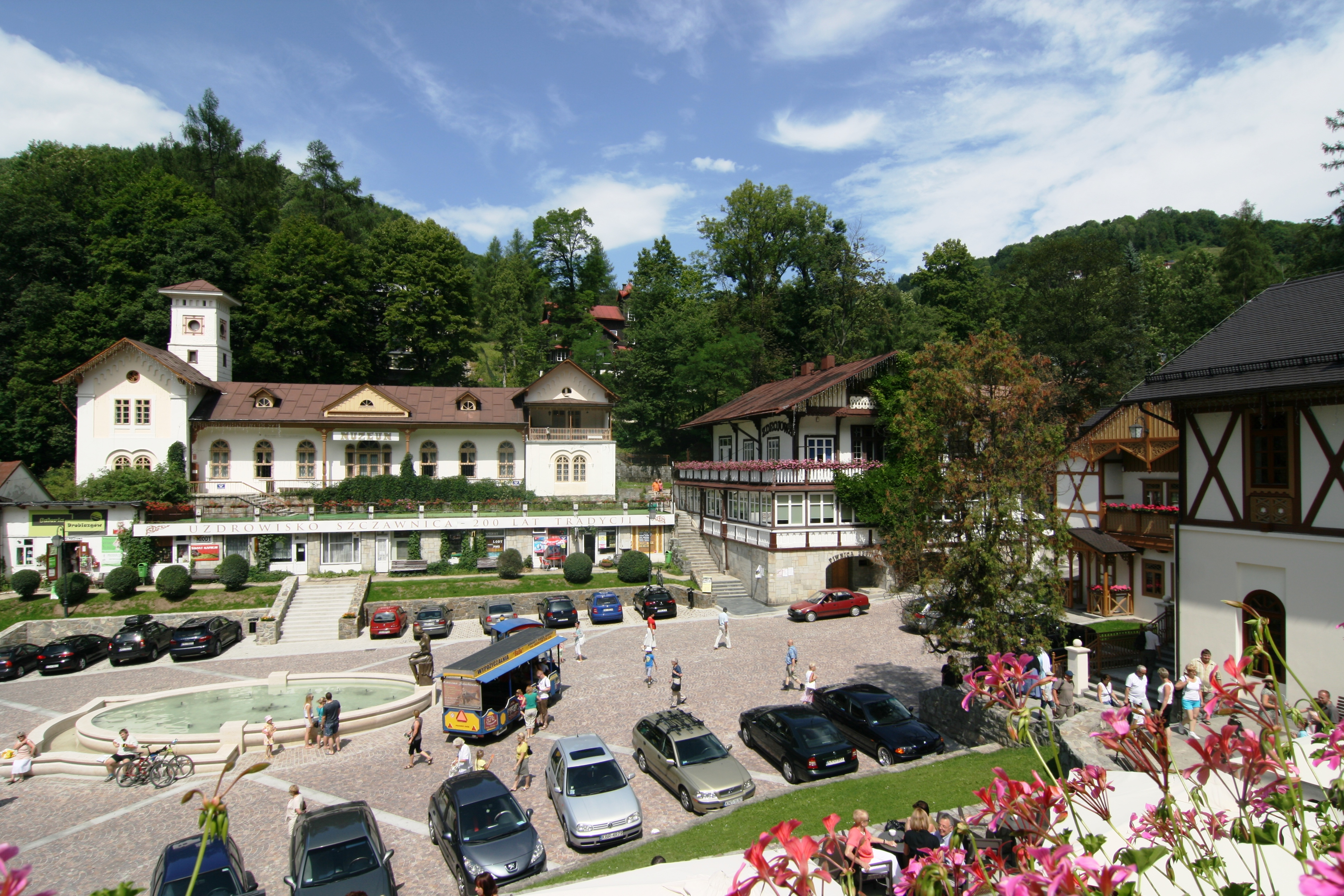
Ogólny widok zachodniej pierzei placu Dietla. Po lewej willa „Pałac”, na prawo od niej willa „Pod Bogarodzicą”

W okresie okupacji w domu tym mieszkał również prof. Stefan Dąbrowski po wysiedleniu przez Niemców z Poznania.
Zakład wodoleczniczy działał „Pod Bogarodzicą” do 1975 roku, kiedy został zamknięty po otwarciu nowego Zakładu Przyrodoleczniczego przy ul. Zdrojowej. W salach na I piętrze uruchomiono restaurację „Zdrojową”. Na poddaszu znajdowały się pokoje sanatoryjne. W przyziemiu i piwnicy uruchomiono kawiarnię „Zbójnicką”.
W 2000 roku w budynku wybuchł pożar, po którym przeprowadzono jego modernizację. Obecnie w budynku tym mieszczą się biura Przedsiębiorstwa „Uzdrowisko Szczawnica”.

## Pochodzenie nazwy
Po wybudowaniu obiektu we wnęce, usytuowanej centralnie na frontowej ścianie pierwszego piętra, umieszczono figurę Bożej Rodzicielki. Przy jednym z remontów wnęka z figurą została przesunięta ku południowemu narożnikowi (aby Bogarodzica patrzyła na plac), a przy kolejnym remoncie figura i wnęka zostały usunięte.